# Хлорбензол
Хлорбензол (фенилхлорид) — ароматическое органическое соединение, имеющее формулу C6H5Cl, бесцветная горючая жидкость с характерным запахом.

## Получение
Хлорбензол был открыт в 1851 году как продукт реакции фенола с хлоридом фосфора(V) и так он обычно получается в лаборатории.
В промышленности хлорбензол получают хлорированием бензола при 80—85 °C в реакторах колонного типа, заполненных железными кольцами:
Выделяют его ректификацией после промывки, нейтрализации и азеотропной сушки реакционной массы.

## Применение
Хлорбензол является важным органическим растворителем, кроме того он применяется в органическом синтезе, например он применяется в синтезе пестицидов (например, ДДТ может быть получен реакцией его с хлоралем (трихлорацетальдегидом)). Также применяется в производстве фенола:
{\displaystyle {\mathsf {C_{6}H_{5}Cl+2NaOH\ \xrightarrow {^{o}t,\ p} \ C_{6}H_{5}ONa+NaCl+H_{2}O}}}
{\displaystyle {\mathsf {C_{6}H_{5}ONa+HCl\rightarrow C_{6}H_{5}OH+NaCl}}}
Хлорбензол также является полупродуктом в производстве дихлорбензолов и некоторых красителей.

## Токсикология и безопасность
Хлорбензол является веществом малотоксичным, его ЛД50 равна 2900 мг/кг.
При среднесменной ПДКрз 50 мг/м³ порог восприятия запаха может достигать 59 мг/м³, а привыкание, отвлечение внимания, простуда и другие обстоятельства, а также низкая индивидуальная чувствительность органа обоняния работника могут повысить его ещё больше. Соответственно, замена противогазных фильтров у СИЗОД по ощущению появления запаха в маске (как это советуют поставщики респираторов) приведёт к тому, что хотя бы часть работников будет менять фильтры запоздало. Необходимо использовать современные безопасные способы.
Ототоксичен (может ухудшать слух).